# Cuenca de Etosha

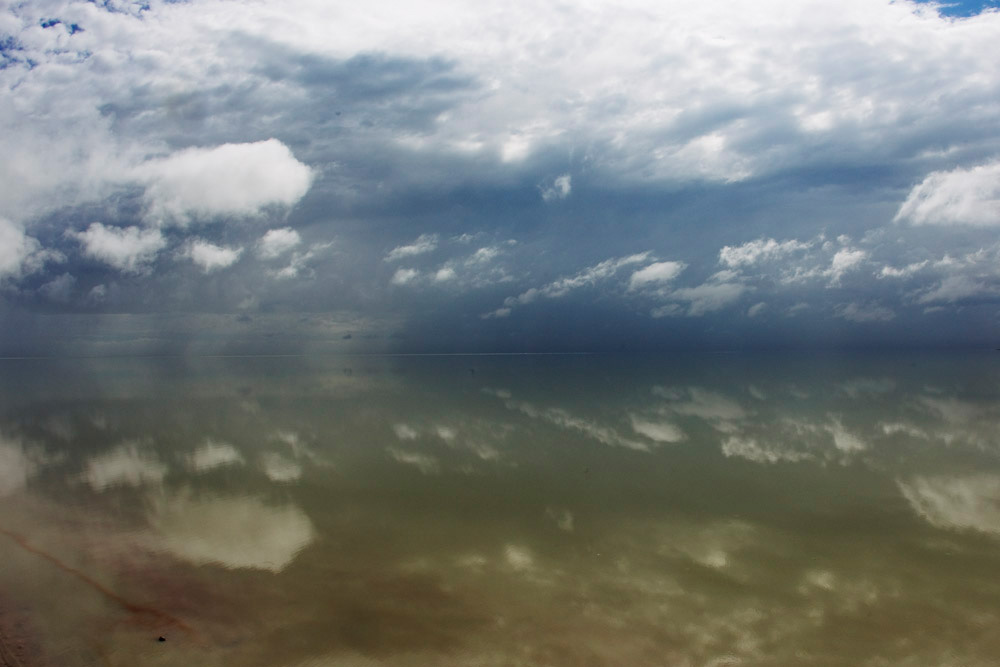
Etosha Pan durante la temporada de lluvias, Etosha Lookout / Halali

La cuenca de Etosha es una gran depresión de sal  endorreica, que forma parte de la cuenca del Kalahari en el norte de Namibia. Es un hueco en el suelo en el que se puede acumular agua o en el que queda un depósito de sal después de que el agua se haya evaporado. El lecho seco del lago, de 120 kilómetros de largo, y sus alrededores están protegidos como el Parque nacional de Etosha, el segundo parque de vida silvestre más grande de Namibia, que abarca 22 270 km². El lecho es mayormente seco, pero después de una fuerte lluvia adquiere una fina capa de agua, que es fuertemente salada por los depósitos minerales de la superficie.

## Ubicación y descripción

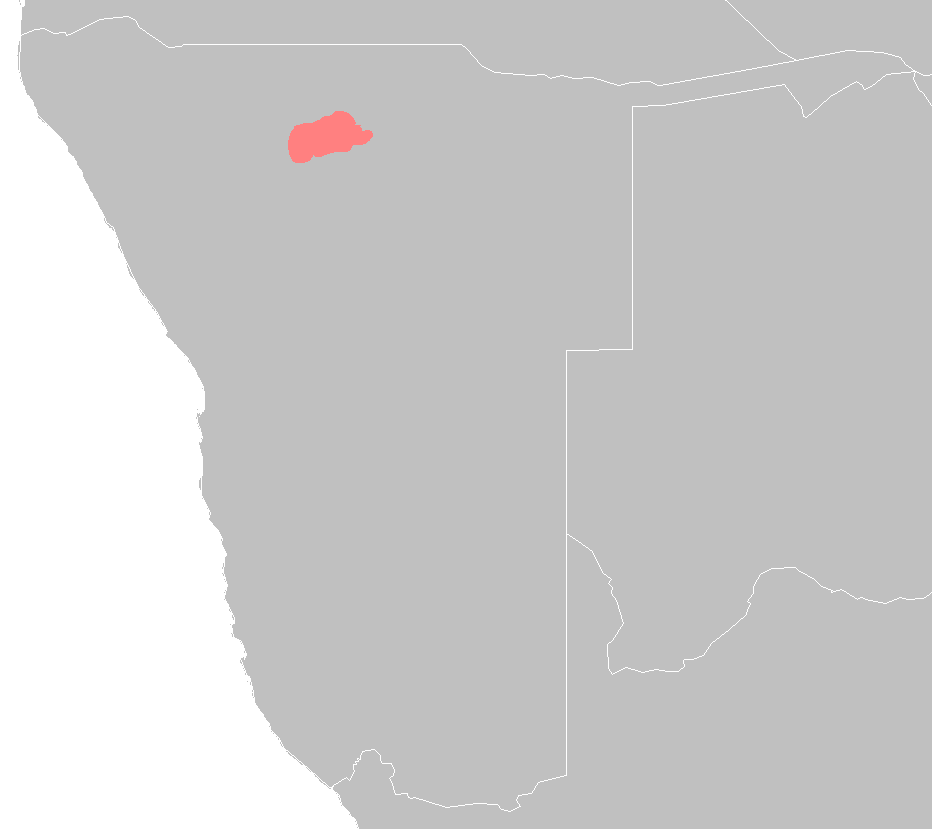
Ubicación de la sartén en Namibia

Etosha, que significa «Gran Lugar Blanco», está hecho de una gran bandeja de minerales. El área exhibe una característica superficie blanca y verdosa, que se extiende sobre 4800 km². Se cree que la olla se ha desarrollado a través de la actividad de las placas tectónicas durante unos diez millones de años. Hace unos 16 000 años, cuando las capas de hielo se derretían en las masas terrestres del hemisferio norte, una fase de clima húmedo en el sur de África llenó el Lago Etosha. Hoy en día, sin embargo, el Lago Etosha es en su mayoría barro arcilloso seco dividido en formas hexagonales a medida que se seca y se agrieta, y rara vez se ve ni siquiera una fina capa de agua que lo cubra.

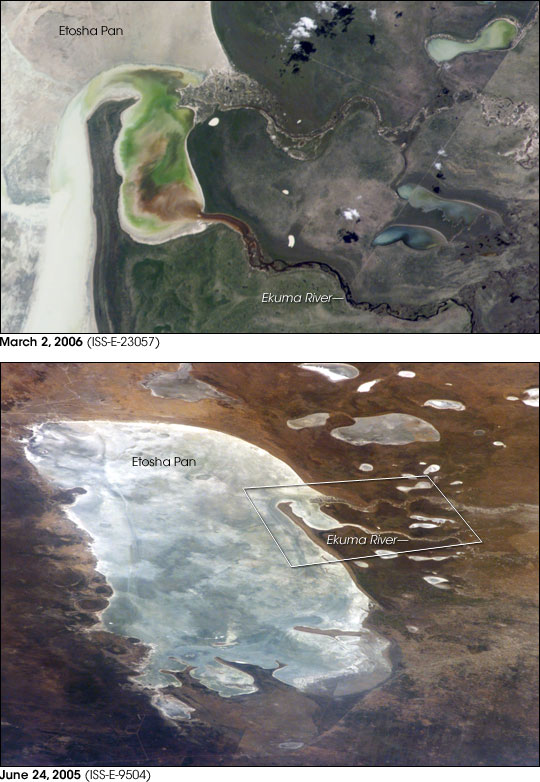
La primera imagen muestra la afluencia del río Ekuma. El flujo de la superficie aquí fue suficiente para llegar a la cacerola, pero insuficiente para inundarla más allá de la bahía de entrada. La imagen inferior registra la misma entrada en la orilla norte, esta vez seca.

Se supone que el río Kunene alimentó al lago en ese momento, pero los movimientos de las placas tectónicas a lo largo del tiempo provocaron un cambio en la dirección del río, lo que hizo que el lago se secara y dejara una bandeja de sal. Ahora el río Ekuma, el río Oshigambo y el río Omurambo Ovambo son la única fuente estacional de agua para el lago. Típicamente, poca agua o sedimento del río llega al lago seco porque el agua se filtra en el lecho del río a lo largo de su curso de 250 kilómetros (160 millas), reduciendo la descarga a lo largo del camino.

## Historia
En la época colonial, los primeros no africanos que exploraron esta zona fueron los europeos Charles John Andersson y Francis Galton en 1851.

## Flora y fauna

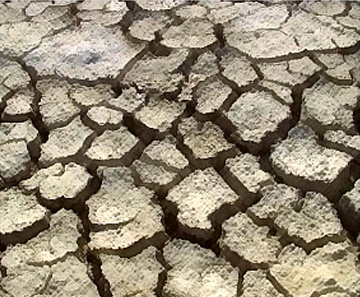
El suelo desecado de la sartén de Etosha

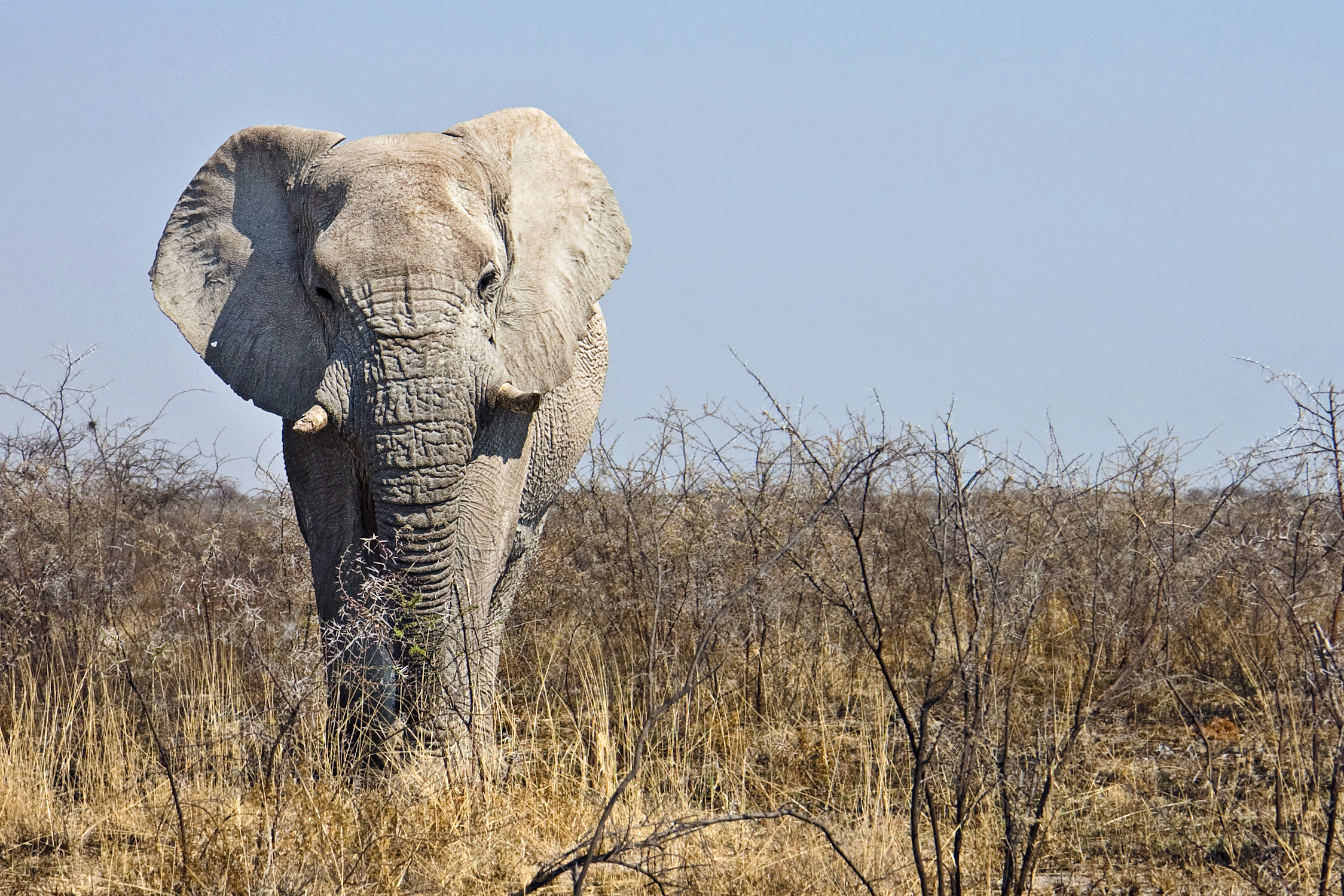
Elefante macho de arbusto al sur del lago

El área circundante es un denso bosque de  mopane que está ocupado por manadas de elefantes en el lado sur del lago. Los árboles de mopane son comunes en toda el África centromeridional y albergan el gusano de mopane, que es la forma larvaria de la polilla Gonimbrasia belina, y una importante fuente de proteínas para las comunidades rurales.
El desierto de sal mantiene muy poca vida vegetal, excepto por las algas verde-azuladas que dan a la Etosha su color característico, y las hierbas como Sporobolus spicatus que crecen rápidamente en el lodo húmedo después de una lluvia. Lejos del lago hay pastizales que sostienen a los animales de pastoreo.
Esta dura tierra seca con poca vegetación y pequeñas cantidades de agua salada, cuando está presente, soporta poca vida silvestre durante todo el año pero es utilizada por un gran número de aves migratorias. La batea hipersalina soporta el camarón de salmuera y una serie de  microorganismos extremófilos tolerantes a las condiciones de alta salinidad (C.Michael Hogan. 2010.) En años particularmente lluviosos la «batea de Etosha» se convierte en un lago de aproximadamente 10 cm de profundidad y se convierte en un lugar de reproducción para los flamencos, que llegan por millares, y el  gran pelícano blanco.
La sabana circundante es el hogar de miles de mamíferos que visitarán la sartén y los pozos de agua circundantes cuando haya agua. Entre ellos se encuentran un número bastante grande de cebras (Equus quagga),  ñúes azules,  gemsboks,  elands y springboks, así como  rinocerontes negros,  elefantes,  leones,  leopardos y jirafas.

## Amenazas y protección
El Etosha pan se encuentra completamente dentro del parque nacional y está designado como un humedal Ramsar de importancia internacional y una ecorregión del Fondo Mundial para la Naturaleza, la Etosha Pan halófilo).